# Jerry Prempeh
Jerry Addai Prempeh (Kumasi, 29 dicembre 1988) è un calciatore ghanese, difensore dello Swift Hesperange.

## Carriera

### Club
Il 1º luglio 2012 viene acquistato a titolo definitivo dalla squadra lussemburghese dell'F91 Dudelange.

## Palmarès

### Club

#### Competizioni nazionali
- Campionato lussemburghese: 2

F91 Dudelange: 2018-2019
Swift Hesperange: 2022-2023
- Coppa del Lussemburgo: 1

F91 Dudelange: 2018-2019